# Parijat (escritora)
Bishnu Kumari Waiba, llamada Parijat (1937-1993) fue una escritora nepalí. Su obra más importante es Siris Ko Phul (La flor azul del jacaranda), que fue adoptada en el currículum de literatura de algunas escuelas en países angloparlantes.
A lo largo de casi toda su existencia ella sufrió de una enfermedad con parálisis con gran dignidad y fortaleza.